# Tropidion rusticum
Tropidion rusticum là một loài bọ cánh cứng trong họ Cerambycidae.